# Merodon macquarti
Merodon macquarti är en tvåvingeart som först beskrevs av Friedrich Hermann Loew 1862.  Merodon macquarti ingår i släktet narcissblomflugor, och familjen blomflugor.
Artens utbredningsområde är Italien. Inga underarter finns listade i Catalogue of Life.